# José Manuel Urcera
José Manuel Urcera (San Antonio Oeste, Provincia de Río Negro; 9 de julio de 1991) es un piloto argentino de automovilismo. Reconocido por su trayectoria a nivel nacional, se destaca por sus participaciones en Turismo Carretera, donde fue campeón en 2022. Al mismo tiempo, fue campeón de la Clase 3 del Turismo Nacional en 2019 y 2020 y compite también en Súper TC2000.
En 2012 comenzó a competir en las divisionales inferiores de la Asociación Corredores de Turismo Carretera. En paralelo, tuvo participaciones en la Clase 3 del Turismo Nacional, compitiendo con un Citroën C4. Debutó en Súper TC 2000 en 2015, en donde ha representado a los equipos de las filiales de Fiat y Honda.

## Biografía
Nacido en la localidad de San Antonio Oeste, pero radicado en Cipolletti, Urcera tuvo su inicio en el deporte motor desarrollando carreras de motociclismo. Sus inicios tuvieron lugar en su ciudad natal, compitiendo en el año 1997. Luego de ello, llegaría su traslado hacia Cipolletti, donde competiría especializándose en diferentes categorías de enduro y obteniendo títulos en las categorías SX y MX, desde 2005, hasta 2010, llegando a consagrarse como campeón del Enduro del Verano, en la clase 2T Pro, en los años 2009 y 2010.
Sin embargo, a pesar de esta exitosa cosecha en el ambiente de las dos ruedas, en 2011 pegaría un golpe de timón al cambiar de rubro, pasando a competir en el automovilismo de velocidad. Su debut tuvo lugar en dos categorías en simultáneo, al presentarse a competir en el TC Neuquino y en la Monomarca Gol, al comando de un Ford Falcon y un Volkswagen Gol respectivamente. Asimismo, a mitad de temporada sumaría una categoría más a su currículum, incorporándose al Supercar Pampeano, donde compitió al comando de un Chevrolet Chevy. Su debut en las cuatro ruedas no pudo ser mejor, ya que en ese mismo año de su debut automovilístico, se consagraría campeón del TC Neuquino y alcanzaría el subcampeonato de la Monomarca Gol.
La obtención de estos títulos le terminarían de abrir las puertas del automovilismo a nivel nacional, ya que se incorporaría para competir en la temporada 2012 en la división TC Mouras de la Asociación Corredores de Turismo Carretera, donde sería convocado por el director del equipo JP Racing, Gustavo Lema, para debutar al comando de un Chevrolet Chevy. A la par de su incursión a nivel nacional, continuaría compitiendo en el TC Neuquino, aunque en esta oportunidad, al comando del Chevy que usara en Supercar.
En su temporada debut a nivel nacional, Urcera demostraría cualidades como para candidatearse a la corona del TC Mouras, ganando la cuarta fecha del año y arribando segundo en la quinta. Estos resultados, sumados a otras llegadas en los puestos de puntuación, le significarían la clasificación al Play Off para la definición del torneo. Mientras esto sucedía, llegaría una nueva convocatoria a nivel nacional, al producirse su desembarco en la Clase 3 del Turismo Nacional. Su llegada se daría gracias a la convocatoria efectuada por el equipo Boero Carrera Pro, quienes le confiarían a Urcera una unidad Citroën C4, con la cual disputaría las últimas 5 fechas del calendario. La primera temporada de Urcera a nivel nacional, cerraría con un 8.º puesto en el Play Off y un 12.º lugar en el torneo general, mientras que en el Turismo Nacional cerraría en la 50.ª ubicación, con apenas 6.5 unidades.
La temporada 2013 mostraría a Urcera compitiendo en dos frentes, ya que la obtención de su primer triunfo en TCM y su clasificación a la Etapa de Play Off, le valieron al piloto rionegrino su ascenso al TC Pista. Más allá de ello, continuaría compitiendo dentro del TC Mouras, siempre bajo el ala del JP Racing y al comando de un Chevrolet Chevy. Durante esta temporada, a pesar de haber obtenido 3 triunfos de manera consecutiva en el TC Pista, no alcanzarían para que lograra la clasificación a la Etapa de Play Off, por lo que debió cerrar el torneo en la 16.ª posición, mientras que en el TC Mouras volvería a desplegar su potencial para obtener la corona, obteniendo 3 triunfos, aunque sólo le bastarían para alcanzar la 3.ª colocación.
Tras un gran 2013, donde pelearía el campeonato del TC Mouras, en el 2014 Urcera encararía decididamente el año, compitiendo en dos frentes. A su continuidad dentro del TC Pista, se le sumaba un año más dentro del TC Mouras, categoría en la que partía como gran favorito a la corona junto a su compañero de equipo Pedro Gentile y su rival Camilo Echevarría. El arranque del año fue muy prometedor, con Urcera imponiéndose en la primera fecha de TCP y subiendo al podio en el TCM. Sin embargo, en esta última divisional, desde ACTC no le harían las cosas fáciles, ya que promediando un cuarto del torneo, la Comisión Asesora y Fiscalizadora emitiría una resolución, por la cual obligarían tanto a Urcera como a Echevarría a largar últimos en las series del TCM, a causa del dominio que venían ejerciendo en esta divisional. Para colmo, la merma en el rendimiento de su unidad y sus continuos cruces en pista con el piloto neuquino, perjudicaron duramente su nivel provocando la decisión de abandonar la divisional menor, para centrarse en la obtención del título del TCP. Finalmente, a pesar de haber recuperado terreno tras un mal arranque en el Play Off, no sería suficiente para lograr el título, debiendo quedarse con el subcampeonato. De esta forma, Urcera obtenía su primer logro a nivel nacional, el cual además le abriría las puertas para su debut en el Turismo Carretera, categoría en la que debutará en el año 2015 al comando de un Torino Cherokee. La determinación de competir con esta unidad, se dio a causa de una resolución emitida por ACTC, en la cual se obligaba a aquellos pilotos que ascendieran desde el TC Pista, a competir con este modelo, atento al bajo número de participantes que compiten con el mismo. Por otra parte, fue oficializada su incorporación a la categoría Súper TC 2000, donde fuera contratado por el equipo PSG-16 Team, para competir de manera oficial representando a la filial de Fiat, conduciendo un Fiat Linea.
En el año 2016, volviendo a competir en el Turismo Carretera al comando de un Chevrolet Chevy, pero en esta oportunidad, bajo el ala del equipo Las Toscas Racing. Con esta unidad, consiguió anotar su primer triunfo en la especialidad, el 4 de diciembre de 2016, en el Autódromo Roberto Mouras de la ciudad de La Plata, con el cual ingresó en el historial del TC, como el ganador número 208 de la especialidad.
En febrero de 2017 se confirmó la participación de Urcera en el Campos Racing en el Campeonato Mundial de Turismos. Al mes siguiente se anunció que Esteban Guerrieri ocuparía su lugar, pero también que competiría en el TRV6 con el equipo Midas Racing Team. En el Súper TC 2000 pasó al equipo Citroën FDC, comenzando la temporada con una victoria.
En 2019 confirmó su presencia en las categorías Súper TC 2000, Turismo Carretera y Clase 3 del Turismo Nacional. En la primera, representó de manera oficial a la filial de Honda junto a RAM Racing Factory, mientras que en la segunda continuó compitiendo con equipo JP Carrera logrando el subcampeonato de TC. Por último, obtuvo su primera consagración a nivel nacional, al conquistar el campeonato de la Clase 3 del Turismo Nacional al comando de un Honda All New Civic del equipo de Leonel Larrauri, lo que repitió al año siguiente. Para la temporada 2020 de STC2000, Urcera pasó al equipo Monti Motorsport.

## Vida personal
Su familia es dueña de empresas de petróleo y logística.
Urcera mantiene una relación con la modelo Nicole Neumann desde 2021. En 2023 la pareja contrajo matrimonio.

## Resumen de carrera
| Temporada | Categoría                              | Equipo                        | Carreras | Victorias | Poles | VR | Podios | Puntos | Pos. |
| --------- | -------------------------------------- | ----------------------------- | -------- | --------- | ----- | -- | ------ | ------ | ---- |
| 2012      | Turismo Nacional - Clase 3             | Boero Carrera Pro             | 5        | 0         | 0     | 0  | 0      | 6.5    | 50.º |
| 2012      | TC Mouras                              | JP Racing/ Las Toscas Racing  | 14       | 1         | 1     | 3  | 2      | 134    | 12.º |
| 2013      | Turismo Nacional - Clase 3             | GC Competición                | 1        | 0         | 0     | 0  | 0      | -      | -    |
| 2013      | TC Mouras                              | JP Racing                     | 13       | 3         | 6     | 6  | 5      | 486.5  | 6.º  |
| 2013      | TC Pista                               | JP Racing                     | 16       | 3         | 6     | 1  | 3      | 317.75 | 16.º |
| 2014      | Top Race Series                        | Azar Motorsport               | 2        | 0         | 0     | 0  | 0      | -      | -    |
| 2014      | TC Mouras                              | JP Racing                     | 11       | 3         | 3     | 3  | 6      | 447    | 7.º  |
| 2014      | TC Pista                               | JP Racing                     | 16       | 3         | 6     | 1  | 8      | 537    | 2.º  |
| 2015      | Turismo Carretera                      | JP Racing                     | 15       | 0         | 0     | 0  | 0      | 230.75 | 26.º |
| 2015      | Súper TC 2000                          | Equipo Fiat Petronas          | 13       | 0         | 0     | 0  | 2      | 160    | 5.º  |
| 2016      | Turismo Carretera                      | Las Toscas Racing             | 15       | 1         | 1     | 0  | 1      | 412.5  | 18.º |
| 2016      | Súper TC 2000                          | Fiat Petronas/PSG 16 Team     | 14       | 1         | 4     | 3  | 3      | 106    | 10.º |
| 2017      | Turismo Carretera                      | Las Toscas Racing             | 15       | 0         | 0     | 0  | 1      | 402.5  | 7.º  |
| 2017      | Súper TC 2000                          | Citroën Total Racing          | 12       | 1         | 1     | 0  | 2      | 83.5   | 12.º |
| 2017      | Top Race V6                            | Midas Racing Team             | 4        | 0         | 0     | 0  | 0      | 4      | 24.º |
| 2017      | TC Mouras - Torneo de Invitados        |                               | 1        | 0         | 0     | 0  | 0      | 10     | 40.º |
| 2018      | Turismo Carretera                      | Las Toscas Racing             | 15       | 0         | 0     | 0  | 1      | 341    | 11.º |
| 2018      | Turismo Nacional - Clase 3             | Citroën Total                 | 10       | 0         | 2     | 2  | 2      | 146    | 9.º  |
| 2018      | Súper TC 2000                          | Citroën Total Racing          | 18       | 0         | 0     | 0  | 0      | 57     | 12.º |
| 2019      | Turismo Carretera                      | JP Carrera                    | 15       | 1         | 3     | 3  | 1      | 523.75 | 2.º  |
| 2019      | Turismo Nacional - Clase 3             | Larrauri Competición          | 12       | 1         | 2     | 0  | 3      | 279    | 1.º  |
| 2019      | Súper TC 2000                          | Honda Racing                  | 13       | 0         | 0     | 0  | 0      | 19     | 15.º |
| 2020      | Turismo Carretera                      | JP Carrera/ Las Toscas Racing | 11       | 1         | 0     | 0  | 1      | 319    | 3.º  |
| 2020      | Turismo Nacional - Clase 3             | Larrauri Racing               | 8        | 2         | 4     | 3  | 4      | 227    | 1.º  |
| 2020      | Súper TC 2000                          | Monti Motorsport              | 15       | 0         | 2     | 2  | 2      | 26     | 13.º |
| 2021      | Turismo Carretera                      | Urcera Racing/ Alifraco Sport | 14       | 1         | 1     | 1  | 1      | 237    | 24.º |
| 2021      | Turismo Nacional - Clase 3             | Larrauri Racing               | 11       | 1         | 0     | 0  | 2      | 209    | 5.º  |
| 2022      | Turismo Carretera                      | Maquin Parts Racing Team      | 14       | 2         | 3     | 3  | 3      | 675    | 1.º  |
| 2022      | Turismo Nacional - Clase 3             | Larrauri Racing/ CVG Team     | 12       | 1         | 1     | 1  | 1      | 152    | 12.º |
| 2022      | TC Pick Up                             | Larrauri Racing               | 4        | 0         | 0     | 0  | 0      | 82     | 37.º |
| 2022      | Campionato Italiano Gran Turismo - GT3 | Scuderia Baldini 27           | 4        | 1         | 1     | 0  | 0      | 37     | 5.º  |
| 2023      | Turismo Carretera                      | Maquin Parts Racing           | 15       | 0         | 0     | 0  | 1      | 360.25 | 8.º  |
| 2023      | TC Pick Up                             | Maquin Parts Racing           | 11       | 0         | 0     | 0  | 3      | 336.75 | 8.º  |
| 2023      | Turismo Nacional - Clase 3             | Saturni Racing                | 11       | 2         | 1     | 0  | 3      | 271    | 2.º  |
| Fuente:   |                                        |                               |          |           |       |    |        |        |      |

## Resultados

### TC Mouras
| Año               | Año             | Carreras | Carreras | Carreras | Carreras | Carreras | Carreras | Carreras | Carreras | Carreras | Carreras | Carreras | Carreras | Carreras | Carreras | Posiciones finales   |
| Equipo            | Automóvil       | Carreras | Carreras | Carreras | Carreras | Carreras | Carreras | Carreras | Carreras | Carreras | Carreras | Carreras | Carreras | Carreras | Carreras | Posiciones finales   |
| ----------------- | --------------- | -------- | -------- | -------- | -------- | -------- | -------- | -------- | -------- | -------- | -------- | -------- | -------- | -------- | -------- | -------------------- |
| 2012              | 2012            | 01       | 02       | 03       | 04       | 05       | 06       | 07       | 08       | 09       | 10       | 11       | 12       | 13       | 14       | 12.º (135.00 puntos) |
| JP Racing         | Chevrolet Chevy | 24       | 15       | 18       |          |          |          |          |          |          |          |          |          |          |          | 12.º (135.00 puntos) |
| Las Toscas Racing | Chevrolet Chevy |          |          |          | 1.º      | 2.º      | 21       | 23       | SV       | 17       | 8.º      | 10       | 16       | 17       | 8.º      | 12.º (135.00 puntos) |
|                   |                 |          |          |          |          |          |          |          |          |          |          |          |          |          |          |                      |
| 2013              | 2013            | 01       | 02       | 03       | 04       | 05       | 06       | 07       | 08       | 09       | 10       | 11       | 12       | 13       | 14       | 5.º (486.50 puntos)  |
| JP Racing         | Chevrolet Chevy | NP       | 15       | 1.º      | 6.º      | 2.º      | 12       | SV       | 1.º      | 1.º      | 2.º      | 7.º      | 11       | 13       | 17       | 5.º (486.50 puntos)  |
|                   |                 |          |          |          |          |          |          |          |          |          |          |          |          |          |          |                      |
| 2014              | 2014            | 01       | 02       | 03       | 04       | 05       | 06       | 07       | 08       | 09       | 10       | 11       | 12       | 13       | 14       | 4.º (519.00 puntos)  |
| JP Racing         | Chevrolet Chevy | 2.º      | 1.º      | 1.º      | 17       | 2.º      | 3.º      | 1.º      | 13       | 14       | 6.º      | 8.º      | NP       | NP       | NP       | 4.º (519.00 puntos)  |

### Súper TC 2000
| Año  | Equipo                                  | Auto               | 1    | 2    | 3     | 4     | 5    | 6    | 7     | 8     | 9      | 10     | 11    | 12    | 13    | 14    | 15  | 16  | 17   | 18   | 19    | Res. | Puntos |
| ---- | --------------------------------------- | ------------------ | ---- | ---- | ----- | ----- | ---- | ---- | ----- | ----- | ------ | ------ | ----- | ----- | ----- | ----- | --- | --- | ---- | ---- | ----- | ---- | ------ |
| 2015 |                                         |                    | JUN  | ROS  | OBE   | TRH   | RAF  | SL I | SFE   | SFE   | TOA    | GR     | SMM   | AG    | SL II |       |     |     |      |      |       | 5.º  | 160    |
| 2015 | Equipo Fiat Petronas                    | Fiat Linea         | 9    | Ret  | 13    | 5     | 5    | 2    | 13    | Ex.   | 4      | 5      | 2     | Ret   | 5     |       |     |     |      |      |       | 5.º  | 160    |
| 2016 |                                         |                    | TRE  | ROS  | SMM   | AG I  | TRH  | OBE  | BA    | SFE   | SFE    | TOA    | SJU   | GR    | GR    | AG II |     |     |      |      |       | 10.º | 106    |
| 2016 | Fiat Petronas                           | Fiat Linea         | Ret  | 16   | 17†   | 1     | 17†  | 2    | Ret   | Ret   | Ret    | 2      | Ex.   | 18    | 15    | 7     |     |     |      |      |       | 10.º | 106    |
| 2017 |                                         |                    | BA I | PDF  | SMM   | ROS   | ROS  | TRH  | RAF   | OBE   | SFE    | SFE    | BA II | SJU   | GR    | AG    |     |     |      |      |       | 12.º | 83,5   |
| 2017 | Citroën Total Racing Súper TC 2000 Team | Citroën C4 II      | 1    | 12   | 16    | 10    | 22   | 3    | 4     | 14    | NL     | Ret    | Ret   | Ex.   | 9     | 25    |     |     |      |      |       | 12.º | 83,5   |
| 2018 |                                         |                    | BA I | ROS  | ROS   | SMM   | PDF  | RAF  | SJU   | OBE   | SFE    | SFE    | TRH   | SNI   | BA II | AG    |     |     |      |      |       | 12.º | 57     |
| 2018 | Citroën Total Racing Súper TC 2000 Team | Citroën C4 II      | Ret  | 9    | 16    | 10    | 7    | 7    | 11    | 4     | NL     | 6      | 14    | Ret   | Ret   | 10    |     |     |      |      |       | 12.º | 57     |
| 2019 |                                         |                    | AG   | GR   | VIL   | ROS   | PAR  | SAL  | SNI   | SJU   | SMM    | SMM    | BA    | RC    | CEN   |       |     |     |      |      |       | 15.º | 19     |
| 2019 | Honda Racing                            | Honda Civic X      | 10   | 9    | 5     | Ex.   | 16†  | 6    | Ret   | Ret   | 11     | 11     | Ret   | 9     | 13    |       |     |     |      |      |       | 15.º | 19     |
| 2020 |                                         |                    | BA I | BA I | BA II | BA II | AG I | AG I | AG II | AG II | BA III | BA III | BA IV | BA IV | RC    | RC    | PAR | PAR | BA V | BA V | BA VI | 14.º | 26     |
| 2020 | Monti Motorsport                        | Chevrolet Cruze II | 20   | 12   | 11    | Ret   | 20†  | 13   | Ret   | Ret   | 15     | 15     | Ret   | Ret   | Ret   | Ret   | 2   | 2   |      |      |       | 14.º | 26     |

## Palmarés
| Título     | Categoría                    | Automóvil           | Año  |
| ---------- | ---------------------------- | ------------------- | ---- |
| Campeón    | TC Neuquino                  | Ford Falcon         | 2011 |
| Subcampeón | Monomarca Gol Neuquén        | Volkswagen Gol      | 2011 |
| Subcampeón | TC Pista                     | Chevrolet Chevy     | 2014 |
| Subcampeón | Turismo Carretera            | Chevrolet Chevy     | 2019 |
| Campeón    | Clase 3 del Turismo Nacional | Honda All New Civic | 2019 |
| Campeón    | Clase 3 del Turismo Nacional | Honda All New Civic | 2020 |
| Campeón    | Turismo Carretera            | Ford Falcon         | 2022 |

### Motociclismo
| Título     | Categoría                                | Año  |
| ---------- | ---------------------------------------- | ---- |
| Campeón    | Súper Cross de Verano                    | 2005 |
| Campeón    | Súper Cross de Cipolletti                | 2005 |
| Campeón    | MX Otoño-Invierno                        | 2005 |
| Campeón    | MX Invierno-Primavera                    | 2005 |
| Subcampeón | MX del Sur de la República               | 2005 |
| Campeón    | Súper Cross de Verano                    | 2006 |
| Campeón    | Abierto de la República Argentina 85 cc. | 2006 |
| Campeón    | Campeonato Argentino 85 cc.              | 2006 |
| Campeón    | Enduro del Verano, Clase 2T              | 2009 |
| Campeón    | Súper Cross de Verano, categoría Lites   | 2009 |
| Campeón    | Enduro del Verano, Clase 2T              | 2010 |